# Martin Weinhart
Martin Weinhart (* 13. April 1963 in Eichstätt) ist ein deutscher Regisseur und Drehbuchautor.

## Leben
Martin Weinhart wurde 1963 als Sohn eines Forstdirektors in Eichstätt geboren. 1982 absolvierte er das Abitur am Willibald-Gymnasium in seiner Geburtsstadt. 1984–1986 studierte er Philosophie und Ethnologie an der LMU München. Ab 1986 besuchte er die Hochschule für Fernsehen und Film in München, die er 1991 mit einem Film über Rimbaud und Verlaine („Eine Zeit in der Hölle“) abschloss.
Seitdem ist er Dokumentarfilmer, Regisseur und Drehbuchautor. Sein erster abendfüllender Spielfilm „Durst“ wurde 1993 auf dem Max Ophüls Festival mit dem Regiepreis ausgezeichnet.
Von 1992 bis 1996 war er freier Mitarbeiter der Kulturredaktion des Bayerischen Fernsehens. In dieser Zeit publizierte er essayistische Filme über Friedrich Schiller, Richard Wagner, Thomas Mann, Ernst Jünger, August Stramm und Gabriele D’Annunzio. 1992 war er Preisträger der LiteraVision für seinen Beitrag über Luis Buñuels „Die Flecken der Giraffe“, seit 1997 sind seine Produktionen hauptsächlich Kriminalfilme.
2005 wirkte er außerdem im Historiendrama „Schiller“, dem Hauptprojekt der ARD zum 200. Todestag des Dichters, mit Matthias Schweighöfer in der Hauptrolle, mit. Der Film erreichte bei der Erstausstrahlung auf arte und ARD 4,2 Millionen Zuschauer.
Seitdem folgten mehrere Folgen der Reihe „Unter Verdacht“ mit Senta Berger und Dokumentarfilme über soziale und religiös-spirituelle Themen.

## Auszeichnungen
- Grimme-Preis – Nominierung für „Ein starkes Team – Auge um Auge“
- Marler Preis für Menschenrechte für „Tatort – Leyla“

## Filmografie (Auswahl)
- 1993: Durst
- 1994: Das abenteuerliche Herz (Ernst Jünger)
- 1995: Dichter und Krieg 1914
- 1995: Schauplätze der Weltkulturen: El Escorial
- 1995: Gabriele D’Annunzio und Eleonora Duse
- 1996: Deutsche Klassiker jetzt: Friedrich Schiller
- 1997: Das grüne Kloster (Doku)
- 1997: Ein starkes Team – Auge um Auge
- 1998: Zwei Brüder – Verschleppt
- 1999: Anwalt Abel – Der Voyeur und das Mädchen / Das Geheimnis der Zeugin
- 2000: Wahnsinnig verliebt
- 2002: Tatort – Leyla
- 2005: Schiller[2]
- 2006: Tanz der Derwische (Rumi)
- 2008: Menschen hautnah: Silas das Kaspar-Hauser-Kind
- 2009: Hartmut der Hypochonder
- 2010: Der rote Sufi – Rausch und Ekstase in Pakistan (Doku)
- 2010: Love and Peace in Pakistan (Reportage)
- 2012: Unter Verdacht – Türkische Früchtchen
- 2013: Unter Verdacht – Mutterseelenallein[3]
- 2013: Veronika Fitz – Volksschauspielerin (Doku)
- 2014: Unter Verdacht – Ein Richter[4]
- 2014: Eichstätt und seine Flüchtlinge (Doku)
- 2016: Lena Fauch – Du sollst nicht töten
- 2017: Dreisessel – Adalbert Stifters Berg
- 2018: Die Wölfe von Rinchnach
- 2024: Fragmente aus der Provinz
- 2025: Robert Lembke – Wer bin ich?